# وو چیا-وی
وو چیا-وی (به انگلیسی: Woo Chia-wei؛ زادهٔ ۱۹۳۷ – درگذشتهٔ ۲ مارس ۲۰۲۵) یک فیزیک‌دان اهل هنگ‌کنگ بود.